# Thượng Sénégal và Niger
Thượng Sénégal và Niger (tiếng Pháp: Haut Sénégal et Niger) là một thuộc địa ở Tây Phi thuộc Pháp, được thành lập vào năm 1904. Từ Liên hiệp Senegambia và Niger việc tái cơ cấu, thủ đô Bamako. Các thuộc địa đại khái bao gồm các quốc gia như Mali, Niger và Burkina Faso ngày nay. Năm 1911, Mali trở thành một khu quân sự độc lập và chính thức trở thành thuộc địa độc lập vào năm 1922. Năm 1919, thượng Volta (nay là Burkina Faso) trở thành thuộc địa độc lập. Phần còn lại được tổ chức lại thành Sudan của Pháp vào năm 1920. Thủ đô vẫn là Bamako.
Kể từ ngày 1 tháng 1 năm 1921, ngày có hiệu lực của sắc lệnh ngày 4 tháng 12 năm 1920 người mang giáo phái của các thuộc địa và vùng lãnh thổ tạo nên Chính phủ của Tây Phi thuộc Pháp.